# Breathing (film)
Breathing (Atmen) è un film del 2011 diretto da Karl Markovics.